# Établissement urbain de Malochouïka
L'établissement urbain de Malochouïka (en russe : Малошуйское городское поселение) est une municipalité urbaine  du raïon d'Onega dans l'obast d'Arkhangelsk, en Russie. Son chef-lieu est la commune urbaine de Malochouïka.

## Géographie
L'établissement urbain se situe dans le raïon d'Onega, un des raïons de l'oblast, avec la ville d'Onega comme centre administratif. Le raïon se trouve dans le nord-ouest de l'oblast d'Arkhangelsk, un sujet de Russie européenne qui fait partie du district fédéral du Nord-Ouest. 

## Politique et administration

### Statut
La municipalité est un établissement urbain, formée en 2006, avec comme chef-lieu la commune urbaine de Malochouïka. 

### Localités
L'établissement urbain comprend 5 localités.

## Population
Recensements (*) et estimations de la population,:
| 2010* | 2021* | 2023  | - |
| ----- | ----- | ----- | - |
| 3 113 | 2 152 | 2 091 | - |